# Wosadnik
Wosadnik (sorbisch „Gemeindemitglied, Gemeinde-Gesangbuch“) ist der Titel des Gebet- und Gesangbuches der katholischen Sorben. Die Erstausgabe besorgte Michał Hórnik im Jahr 1889 unter dem Titel „Pobožny wosadnik. Modlitwy a kěrlusche za katholskich Serbow.“ (Das fromme Gemeindemitglied. Gebete und Gesänge für die katholischen Sorben.) Das Gesangbuch wurde 1900, 1919, 1929 und 1951 neu aufgelegt. Eine überarbeitete Ausgabe unter dem Titel „Wosadnik. Modlitwy a kěrluše katolskich Serbow“ erschien 1961 und wurde 1977 erweitert. Eine erneut überarbeitete Ausgabe erschien 2008.
Anfang des 20. Jahrhunderts gab der Cottbuser Pfarrer Bogumił Šwjela unter dem Titel Woßadnik eine evangelische Kirchenzeitung in niedersorbischer Sprache heraus.